# য
Cette page contient des caractères spéciaux ou non latins. S’ils s’affichent mal (▯, ?, etc.), consultez la page d’aide Unicode.
য, appelé yokar, yo ou ya et transcrit y, est une consonne de l’alphasyllabaire bengali.

## Représentations informatiques
Ses caractères Unicode sont :
| formes | représentations | chaînes de caractères | points de code | descriptions                              |
| ------ | --------------- | --------------------- | -------------- | ----------------------------------------- |
| pleine | য               | য                     | U+09AF         | lettre bengali ya                         |
| morte  | ক্               | য◌্                    | U+09AF U+09CD  | lettre bengali ya, symbole bengali virama |